# Església de la Santa Ascensió
L'església de la Santa Ascensió (en anglès: Church of the Holy Ascension) és una església de la ciutat d'Unalaska, a les illes Aleutianes d'Alaska. Va ser construïda el 1826 per la Companyia Russo-Americana de Pell i és l'església més antiga de l'estat d'Alaska. L'església va tenir un paper important en evangelitzar l'població indígena del que era aleshores l'Amèrica Russa. Va ser declarada com a Marca Històrica Nacional el 15 d'abril del 1970.
Va ser restaurada el 1998. L'església és part de la diòcesi d'Alaska de l'Església Ortodoxa a Amèrica.
L'església de la Santa Ascensió és associada amb Ivan Veniaminov, el qual va establir-la i va establir a més una escola russa que va operar des del 1825 fins a la dècada del 1960.